# اوستای نو
اوستای نو بخش‌هایی از اوستا، کتاب مذهبی دین زرتشتی را شامل می‌شود که در دوران پس از زرتشت تنظیم شده‌اند. این قسمت‌ها که شامل یسنا، یشت، ویسپرد و وندیداد و خرده اوستا می‌باشد ممکن است دارای مطالبی باشد که به عقاید و آرای پیش از زرتشت مربوط باشد اما از نظر کهنگی زبان و تنظیم و کتابت به دوران پس از زرتشت بازمی‌گردد.